# Nick Robinson
Nicholas John "Nick" Robinson (Seattle, 22 maart 1995) is een Amerikaans acteur.

## Privé
Robinson werd als oudste van zeven kinderen geboren in Seattle. Naast zes jongere broers en zussen heeft hij ook twee oudere halfbroers uit een eerdere relatie van zijn vader.
In de film Love, Simon speelt Robinson de rol van het homoseksuele titelpersonage Simon. Tijdens een interview in The Ellen DeGeneres Show gaf hij aan zelf heteroseksueel te zijn, maar dat een van zijn jongere broers bij hem uit de kast is gekomen terwijl hij nog bezig was met de filmopnames.

## Theater
| Jaar | Locatie            | Titel                 | Rol            |
| ---- | ------------------ | --------------------- | -------------- |
| 2006 | ACT Theatre        | A Christmas Carol     |                |
| 2007 | Intiman Playhouse  | To Kill a Mockingbird | Jem Finch      |
| 2008 | 5th Avenue Theatre | Mame                  | Patrick Dennis |
| 2009 | Intiman Playhouse  | A Thousand Clowns     | Nick Burns     |
| 2010 | Village Theatre    | Lost in Yonkers       | Arty           |

## Prijzen en nominaties
| Jaar | Film                               | Prijs                                                           | Categorie              | Resultaat   |
| ---- | ---------------------------------- | --------------------------------------------------------------- | ---------------------- | ----------- |
| 2013 | Phoenix Film Critics Society Award | Best Performance by a Youth in a Lead or Supporting Role - Male | The Kings of Summer    | Genomineerd |
| 2016 | Young Entertainer Award            | Best Leading Young Actor- Feature Film                          | Jurassic World         | Genomineerd |
| 2017 | Teen Choice Award                  | Choice Movie Actor: Drama/Action Adventure Award                | Everything, Everything | Genomineerd |

- Biblioteca Nacional de España: XX5487228
- Bibliothèque nationale de France: cb17064695h (data)
- Gemeinsame Normdatei: 1082442879
- International Standard Name Identifier: 0000 0001 2246 8892
- Library of Congress Control Number: no2011108293
- Nationale Bibliotheek van Tsjechië: xx0209033
- Nederlandse Thesaurus van Auteursnamen: 404990517
- Système universitaire de documentation: 189259426
- Virtual International Authority File: 172221760
- WorldCat: E39PBJqBv4HmJyG8F6t4KQ6HYP